# دویدن (فیلم ۲۰۱۳)
دویدن (به انگلیسی: Run) یک فیلم در ژانر اکشن، رمانتیک و هیجانی به کارگردانی سایمون برتسکی است.

## داستان
داستان فیلم در مورد یک پسر نابغه ۱۷ ساله است که در خیابان‌ها زندگی می‌کند و به تمرین ورزش پارکور می‌پردازد. این نوجوان در عین حال هم یک قهرمان است و هم یک دزد است.